# Гриффин, Сайрус
Сайрус Гриффин (англ. Cyrus Griffin, 16 июля 1748 — 14 декабря 1810) — американский адвокат, судья и политический деятель, последний председатель Конгресса Конфедерации с 22 января по 2 ноября 1788 года.

## Биография
Гриффин родился в Фарнхеме, штат Вирджиния, в 1748 году, в семье Лероя Гриффина и его жены Мэри Энн Бертран. Образование получил в Англии и Шотландии в Эдинбургском университете. В это же время Гриффин женился на Кристине Стюарт, старшей дочери Джона Стюарта, шестого графа Траквейра (1699—1779). После того, как жених объявил о своих намерениях, граф запретил связь между Кристиной и Гриффином, и они бежали через холмы Шотландии. Отдалившись на долгие годы, граф примирился с дочерью по переписке незадолго до смерти.
Гриффин занимался частной юридической практикой в Ланкастере, штат Вирджиния, с 1774 по 1777 год. Он был членом палаты делегатов Вирджинии и делегатом на Континентальном конгрессе с 1778 по 1781 год, а также с 1787 по 1788 год. Кроме того, он выступал в качестве федерального судьи в апелляционном суде по делам о захватах вражеского имущества после избрания на должность в 1780 году. Он занимал пост председателя Конгресса Конфедерации с января по ноябрь 1788 года, в основном это была церемониальная должность без реальной власти. В 1789 году Гриффин был комиссаром по делам народа крики.
28 ноября 1789 года, в перерыве между сессиями Сената, президент Джордж Вашингтон назначил Гриффина на вновь созданное место в окружном суде Соединённых Штатов для округа Вирджиния. Официально выдвинутый на эту должность 8 февраля 1790 года, Гриффин был утверждён Сенатом Соединённых Штатов 10 февраля 1790 года и введён в должность в тот же день. Он занимал её до смерти (в Йорктауне, штат Вирджиния) 14 декабря 1810 года. Он похоронен рядом со своей женой во дворе приходской церкви Брутон в Уильямсбурге, штат Вирджиния.